# Youcef Belaïli
Mohamed Youcef Belaïli (* 14. März 1992 in Oran) ist ein algerischer Fußballspieler. Der Stürmer steht aktuell bei Espérance Tunis unter Vertrag und ist A-Nationalspieler seines Landes.

## Karriere

### Verein
Nach seiner Jugendzeit in Oran begann Belaïli seine Profikarriere 2009 beim CA Bordj Bou Arréridj. Von 2010 bis 2012 spielte er für den MC Oran. Danach wechselte er nach Tunesien zum Espérance Tunis, mit dem er 2012 und 2014 tunesischer Meister wurde. Dann kehrte Belaïli zurück zu USM Algier. Im August 2015 gab er nach einem CAF-Champions-League-Spiel eine positive Dopingprobe ab und wurde für zwei Jahre gesperrt. Nachdem Belaili eine zweite positive Dopingprobe aus einem Ligaspiel nachgewiesen wurde, verdoppelte man die Sperre im Oktober 2015 auf vier Jahre. Sein Vertrag mit USM Algier war bereits kurz zuvor aufgelöst worden. 
Nachdem die Sperre nach 2 Jahren aufgehoben wurde, wechselte er am 11. September 2017 zum Französischen Klub SCO Angers. Er spielte ein halbes Jahr für SCO Angers, bis er am 26. Januar 2018 ablösefrei zurück nach Espérance Tunis wechselte. Im November 2018 gewann er mit Espérance Tunis die CAF Champions League gegen Al Ahly. Im Juni 2019 gewann er den Titel erneut, da das Team Wydad Casablanca sich aufgrund eines Defektes des VAR weigerte zu spielen. Am 29. August 2019 wechselte Belaïli für 3 Millionen Euro nach al-Ahli Dschidda. Hier stand er bis Anfang Oktober 2020 unter Vertrag. 
Anfang November 2020 unterschrieb er einen Vertrag beim Qatar SC. Im Januar 2022 verließ er den Verein und schloss sich Stade Brest an. Sein Vertrag dort wurde im September 2022 aus privaten Gründen aufgelöst. Im Oktober 2022 schloss er sich dann dem Ligarivalen AC Ajaccio an. Zur Saison 2023/24 kehrte Belaïli wieder zurück nach Algerien, wo er für den MC Algier 14 Treffer in 21 Partien der Ligue Professionnelle 1 erzielte, am Ende der Spielzeit die nationale Meisterschaft gewann und auch Torschützenkönig wurde. Anschließend wechselte er wieder weiter zu seinem ehemaligen Verein, dem tunesischen Rekordmeister Espérance Tunis.

### Nationalmannschaft
Der Stürmer absolvierte insgesamt 14 Partien für die algerische U-23-Auswahl und nahm mit ihr 2011 am U-23-Afrika-Cup in Marokko teil, wo man jedoch in der Gruppenphase ausschied. Belaili debütierte dann am 26. März 2015 auch für dessen A-Nationalmannschaft in einem Freundschaftsspiel gegen Katar (0:1). Mit der Auswahl gewann er 2019 den Afrika-Cup in Ägypten durch einen 1:0-Finalsieg über den Senegal. Zwei Jahre später holte er außerdem mit der Mannschaft den FIFA-Arabien-Pokal.

## Erfolge
Verein
- Tunesischer Meister: 2012, 2014, 2018, 2019
- Algerischer Meister: 2016, 2024
- CAF-Champions-League-Seger: 2018, 2019
- Tunesischer Superpokalsieger: 2019

Nationalmannschaft
- Afrikameister: 2019
- FIFA-Arabien-Pokalsieger: 2021